# Kabupaten Landak
Kabupaten Landak är ett kabupaten i Indonesien.   Det ligger i provinsen Kalimantan Barat, i den nordvästra delen av landet, 800 km norr om huvudstaden Jakarta. Antalet invånare är 329 649.